# Marion Tinsley
Marion Tinsley, né le 3 février 1927 et mort le 3 avril 1995 , est un Américain considéré comme le meilleur joueur de dames anglaises (sur 8 × 8 = 64 cases) de tous les temps. Il fut champion du monde de 1955 à 1958, puis de 1975 à 1991. Tinsley a un doctorat en mathématiques et fut professeur de mathématiques de l'université de Floride à Tallahassee.

## Historique
Tinsley n'a jamais perdu un championnat du monde et perdit seulement sept parties (deux d'entre elles contre le programme de dames Chinook) pendant ses 45 ans de domination totale. Il se retira du championnat durant les années 1958-1975 en renonçant au titre durant cette période.
Tinsley arrêta les championnats du monde en 1991. En août 1992, il battit le programme de dames Chinook par 4-2 (et 33 parties nulles).
Chinook était alors deuxième des États-Unis en 1990, ce qui le qualifiait pour le titre national.
La Fédération américaine de dames et l'association anglaises de dames refusèrent la possibilité pour un logiciel de concourir pour le titre.
Ne pouvant faire appel de ces décisions, Tinsley abandonna son titre de champion du monde dans le but de jouer contre Chinook.
Ce match non officiel, hautement médiatisé, fut rapidement organisé et gagné par Tinsley.
Lors d'une partie, Chinook avec les blancs, fit une erreur au 10e coup. Tinsley déclara : « tu regretteras cela ». Chinook abandonna la partie 26 coups plus tard.
Les fédérations mondiales furent placées dans la délicate situation de nommer un champion du monde, titre qui n'avait pas de sens tant que Tinsley était vivant. Elles nommèrent Tinsley champion du monde émérite en guise de solution.
En août 1994, un second match contre Chinook fut organisé, mais Tinsley se retira après six parties (toutes conclues par la nulle) pour raisons de santé. Don Lafferty (en), deuxième joueur au monde, remplaça alors Tinsley et réussit à trouver la nulle. On apprit une semaine plus tard que Tinsley avait un cancer du pancréas, dont il mourut sept mois plus tard.

## Quel niveau avait vraiment Tinsley?
Il est reconnu depuis 2007 qu'une partie jouée parfaitement aux dames anglaises se conclut par la nulle et que Chinook joue parfaitement.
Le match prématurément arrêté pour cause de maladie entre Tinsley et Chinook ne permet pas de trancher la question : « Arrivait-il à Tinsley de jouer parfaitement aux dames ? ».